# Матата болотяна
Мата́та болотяна (Megalurus palustris) — вид горобцеподібних птахів родини кобилочкових (Locustellidae). Мешкає в Південній і Південно-Східній Азії. Це єдиний представник монотипового роду Матата (Megalurus). Раніше цей вид включав низку інших видів, однак за резлультатами молекулярно-філогенетичниого дослідження, як показало поліфілітичність роду Megalurus, вони були переведені до родів Poodytes і Cincloramphus.

## Підвиди
Виділяють три підвиди:

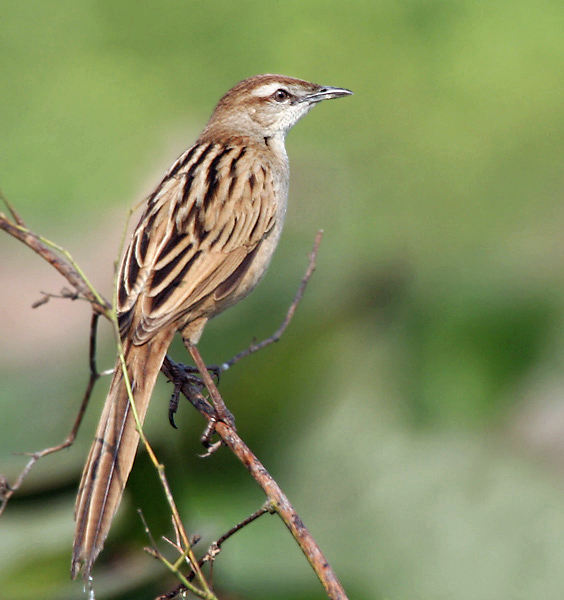
Болотяна матата (Колката, штат Західний Бенгал, Індія)

- M. p. toklao (Blyth, 1843) — від Пакистану до південного Китаю, Індокитаю і південної М'янми;
- M. p. palustris Horsfield, 1821 — острови Яви і Балі;
- M. p. forbesi Bangs, 1919 — Філіппіни (за винятком островів Сулу) і узбережжя північного Калімантану.

## Поширення і екологія
Болотяні матати мешкають в Пакистані, Індії, Непалі, Бутані, Бангладеш, М'янмі, Таїланді, Китаї, Лаосі, В'єтнамі, Камбоджі, Малайзії, Індонезії, Брунеї та на Філіппінах. Вони живуть на вологих високотравних луках, зокрема на заплавних, в очеретяних заростях, на болотах і покинутих рисових полях. Живляться комахами, їх личинками, павуками та іншими дрібними безхребетними. В Індії сезон розмноження припадає на початок сезону дощів, з квітня по липень. На Філіппінах болотяні матати розмножуються протягом всього року.